# فوزدفيجينكا
فوزدفيزهينكا (بالروسية: Воздвиженка) هي مدينة في مقاطعة بريمورسكي كراي في روسيا. يبلغ عدد سكانها حوالي 7011   نسمة.